# Platycepsion
Platycepsion is een geslacht van uitgestorven temnospondyle Batrachomorpha (basale 'amfibieën'), bekend van een gedeeltelijk skelet dat is afgezet in schalie in de Gosford-steengroeve van de Terrigal-formatie in Australië.

## Naamgeving
De soort is toegewezen aan een momenteel monotypisch geslacht. De typesoort is Platyceps wilkinsonii, een naam gepubliceerd in 1887 door de Australische paleontoloog William Stephens. De geslachtsnaam betekent 'platkop'. De soortaanduiding eert de plaatsvervangend voorzitter van de Linnean Society of New South Wales, C. S. Wilkinson. 
De geslachtsnaam was echter bezet door Platyceps Blyth 1860, een geslacht van colubride slangen. Oskar Kuhn hernoemde in 1964 het geslacht tot Platycepsion. In 1969 gebruikte John William Cosgriff de soort als het type voor het nieuwe geslacht Blinasaurus, niet op de hoogte van Kuhns vervanging van de naam, en plaatste een tweede soort Blinasaurus henwoodi in datzelfde geslacht, later benoemd als het aparte geslacht Batrachosuchus.
Het holotype is NSWGS 12572, een skelet met schedel.